# 王海萍
王海萍（1956年11月—），女，汉族，山东龙口人，中华人民共和国政治人物，四川省高级人民法院原院长，第十二届全国人民代表大会四川地区代表。

## 生平
王海萍毕业于西南政法学院法律专业。1981年12月加入中国共产党。2013年，担任全国人大代表。